# Esther Salmovitz
Esther Salmovitz (în ebraică אסתר סלמוביץ) (n. 8 aprilie 1948, România) este o politiciană și avocată israeliană conservatoare, originară din România, care a deținut funcția de deputat în Knesset-ul (Parlamentul) statului Israel.

## Biografie
Esther Salmovitz s-a născut ca Esther Farkas  la data de 8 aprilie 1948 la Carei în România. Mama ei era supraviețuitoare de la Auschwitz de unde a fost transferată la Bergen Belsen, iar vreme de doi ani după eliberare a fost la reabilitare în Suedia. La întoarcerea în Transilvania, a găsit puțini membri ai familiei în viață, și l-a cunoscut pe soțul ei, Farkas, care și-a pierdut în Holocaust întreaga familie, inclusiv prima soție si cei doi copii.Esther a emigrat  cu familia, la vârsta de doi ani, în anul 1950, fiind cazați la început în condiții precare în maabarat Kfar Ata, apoi au locuit la Akko și, în cele din urmă, ca agricultori, în moșavul Ben Ami din Galileea de vest. După absolvirea liceului, a efectuat stagiul militar obligatoriu pentru femei în armata Israelului, obținând gradul de sergent.
Și-a continuat apoi educația în domeniul științelor juridice, la Colegiul Nataniam perfecționându-se în legile afacerilor imobiliare. A urmat cursuri de istorie a poporului evreu la Universitatea Deschisă (Open University). A îndeplinit funcția de președinte al Băncii Naharia și de lider al consilierilor locali din Naharia. Aici, a făcut parte din Comisiile pentru Educație și pentru Integrarea imigrantilor în  Consiliul Municipal Naharia.
A intrat în politică, ca membră a Partidului de dreapta Tzomet (Răscrucea), unde a îndeplinit funcția de membră a Secretariatului Mișcării Tzomet.
În anul 1992, Esther Salmovitz a fost aleasă ca deputat în Knesset (Parlamentul statului Israel), pe lista Partidului  de dreapta Tzomet, care a obținut opt locuri în Parlament. Cum Partidul Muncii din Israel a obținut cele mai multe locuri în Knesset la alegerile din 1992, a format guvernul, iar Partidul Tzomet a rămas în opoziție. Salmovitz a fost membră în  Comisiile parleamntare pentru Controlul de Stat,  pentru statutul femeii și pentru Cultură și Educație.
La data de 7 februarie 1994, deputații Partidului Tzomet Alex Goldfarb, Gonen Segev și Esther Salmovitz s-au desprins din Tzomet și au format facțiunea parlamentară Yiud. În noiembrie 1995, împreună cu Alex Goldfarb (și el originar din nordul Transilvaniei), a părăsit facțiunea Yiud și au format facțiunea Atid. În perioada 1992-1996, Salmovitz a îndeplinit funcția de vicepreședintă  a  Knesset-ului.

### Viața privată
Salmovitz este căsătorită cu Giora Salmovitz si au doi copii și cinci nepoți.
Pe lângă limba ebraică, Esther Salmovitz mai vorbește și limbile engleză și maghiară.Locuiește la Kfar Vradim.

## Funcții publice în Israel
Esther Salmovitz a deținut următoarele funcții publice:
- deputat în Knesset din partea Partidului Tzomet (1992-1996)